# Разузнавателни ведомства на САЩ
Разузнавателните ведомства на САЩ (на англ.: United States Intelligence Community) са 15 агенции към различни министерства и структури, но обединени в Разузнавателна общност (Intelligence Community – IC). Дейността им се координира от Съвет за национално разузнаване (National Intelligence Council – NIC) начело с Директор на националното разузнаване (Director of National Intelligence – DNI). Агенциите и тяхното административно подчинение са:
- Самостоятелни
  - Централно разузнавателно управление (ЦРУ) – Central Intelligence Agency (CIA)
    - Национална служба за прикритие – National Clandestine Service (NCS)

- Министерство на отбраната – United States Department of Defense (DoD)
  - Агенция за въздушно разузнаване – Air Intelligence Agency (AIA)
  - Военно разузнаване – Army Military Intelligence (MI)
  - Агенция за военно разузнаване – Defense Intelligence Agency (DIA)
  - Разузнавателна служба на морската пехота – Marine Corps Intelligence Activity (MCIA)
  - Национална агенция за геокосмическо разузнаване – National Geospatial-Intelligence Agency (NGA)
  - Национална служба за разузнаване – National Reconnaissance Office (NRO)
  - Агенция за национална сигурност – National Security Agency (NSA)
    - Централна служба за сигурност – Central Security Service (CSS)

  - Военноморска служба за разузнаване – Office of Naval Intelligence (ONI)

- Министерство на правосъдието – United States Department of Justice (DOJ)
  - Федерално бюро за разследване (ФБР) – Federal Bureau of Investigation (FBI)
    - Отдел за национална сигурност – National Security Division (NSD)

- Министерство на вътрешната сигурност – United States Department of Homeland Security (DHS)
  - Разузнаване на крейбрежната охрана – Coast Guard Intelligence (CGI)
  - Дирекция за информационен анализ и инфраструктурна защита – Information Analysis and Infrastructure Protection Directorate

- Министерство на енергетиката – United States Department of Energy (DOE)
  - Разузнавателна служба – Office of Intelligence (OI)

- Външно министерство – United States Department of State (DOS)
  - Бюро за разузнаване и проучване – Bureau of Intelligence and Research (BIR)

- Министерство на финансите – United States Department of the Treasury (DOT)
  - Служба за поддръжка на разузнаването – Office of Intelligence Support (OIS)